# Nodo inglese
Il nodo inglese, conosciuto anche come nodo del pescatore o nodo d'acqua, è un nodo di giunzione che viene utilizzato per unire due capi corda, solitamente lenze, cordini e spaghi di ridotto diametro, poiché se eseguito su corde di grosso e medio diametro il nodo diventerebbe meno resistente del cavo e perciò di scarsa utilità. Per via della sua scarsa resistenza allo scioglimento, in ambito alpinistico gli è preferito il doppio inglese. In ambito velico è utilizzato per congiungere gli estremi liberi della scotta del fiocco con lo scopo di facilitare il recupero della scotta opposta durante il cambio di mura.

## Preparazione
Il nodo inglese è composto da due nodi semplici intrecciati che fanno forza l'uno su l'altro.
Il nodo inglese si esegue posizionando parallelamente i due rami di corda avendo cura che le due estremità siano tra loro opposte e distanti per almeno 20 cm. Tale distanza può variare in funzione del diametro della corda.
Con un corrente si esegue quindi un nodo semplice in modo tale da avvolgere anche il corrente dell'altra corda, in una seconda fase dell'esecuzione va ripetuta la stessa operazione a corde invertite, si formano così due nodi semplici che una volta tirati i dormienti delle rispettive corde, andranno a scorrere fino a toccarsi. 

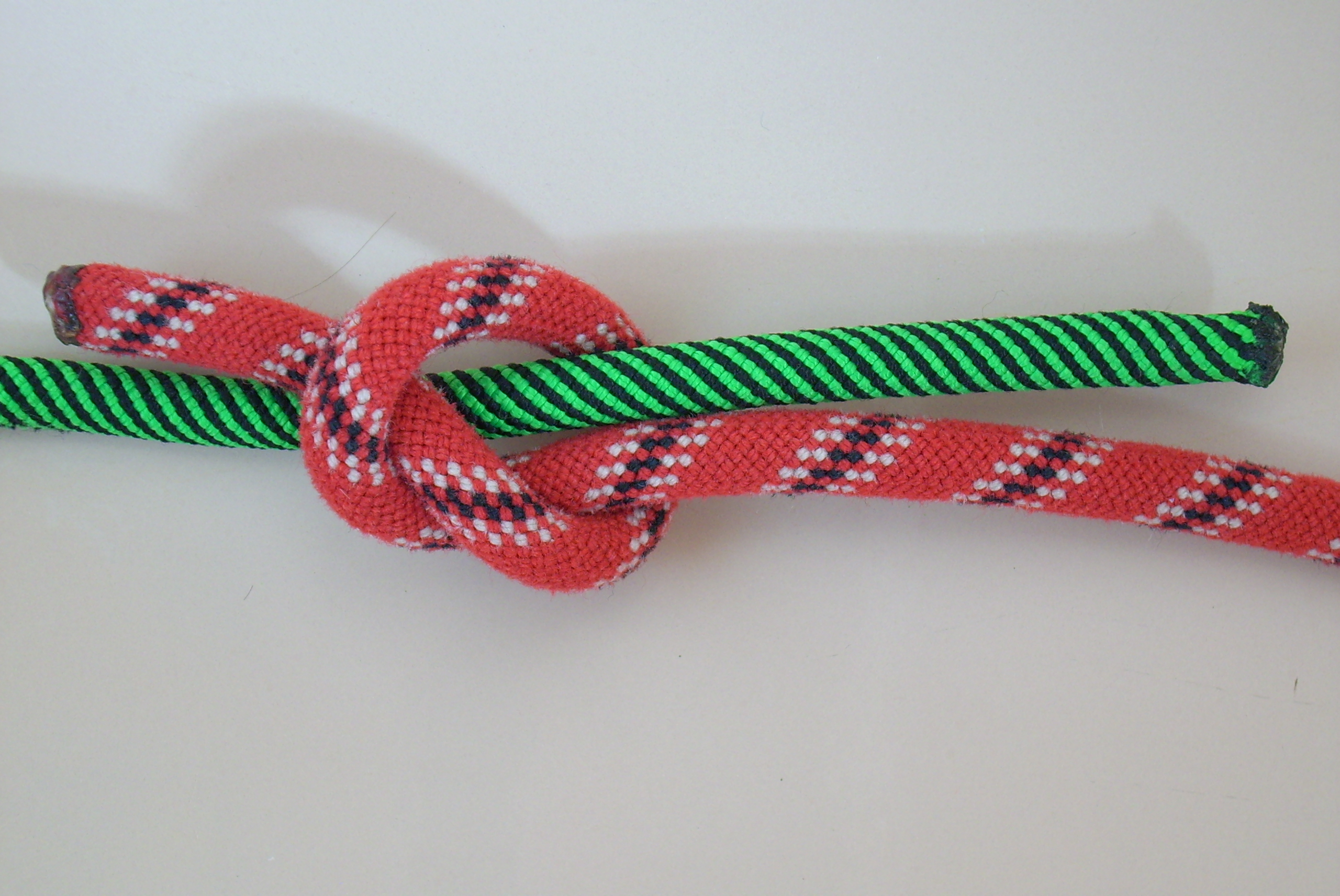
1. Prima fase
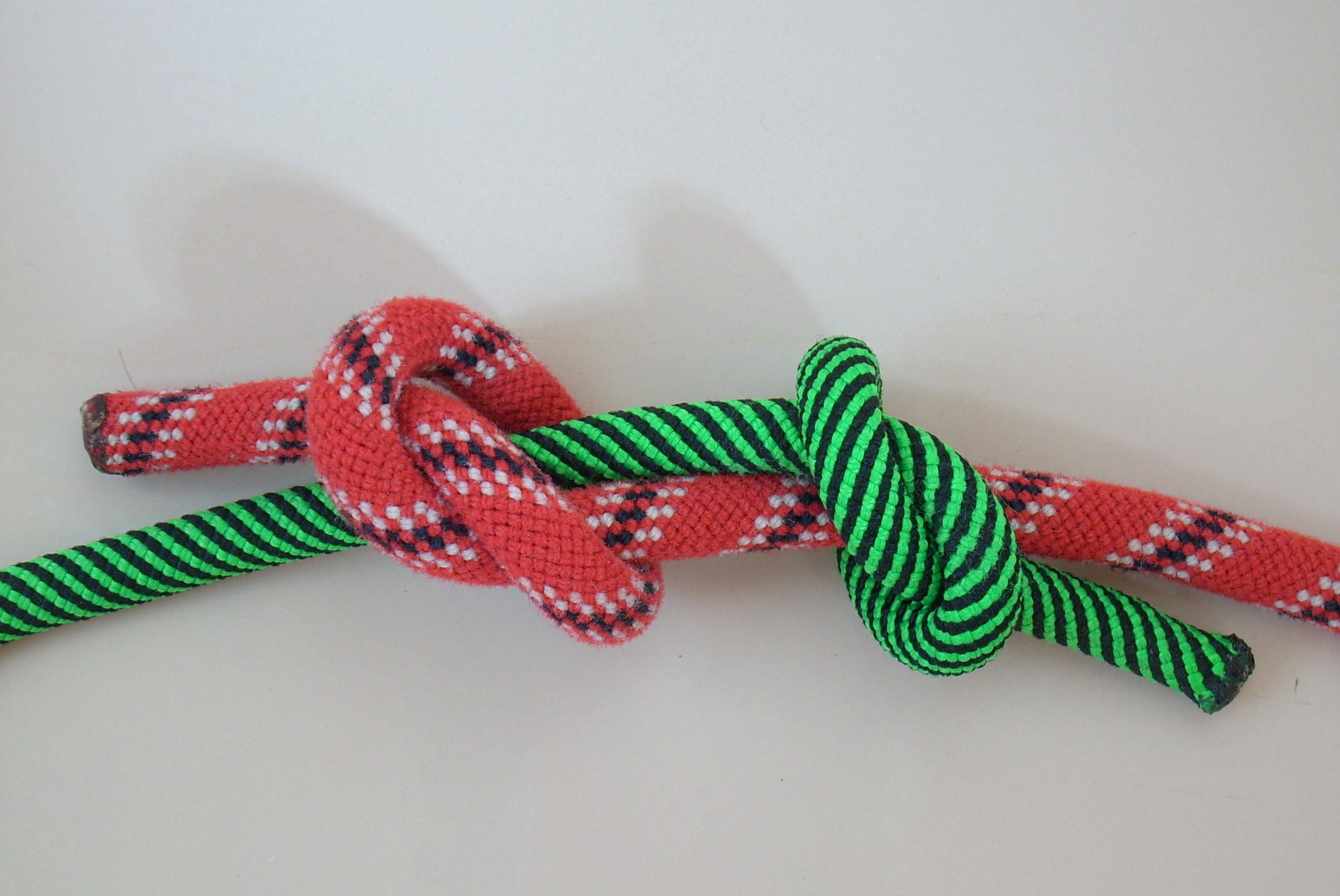
2. Seconda fase
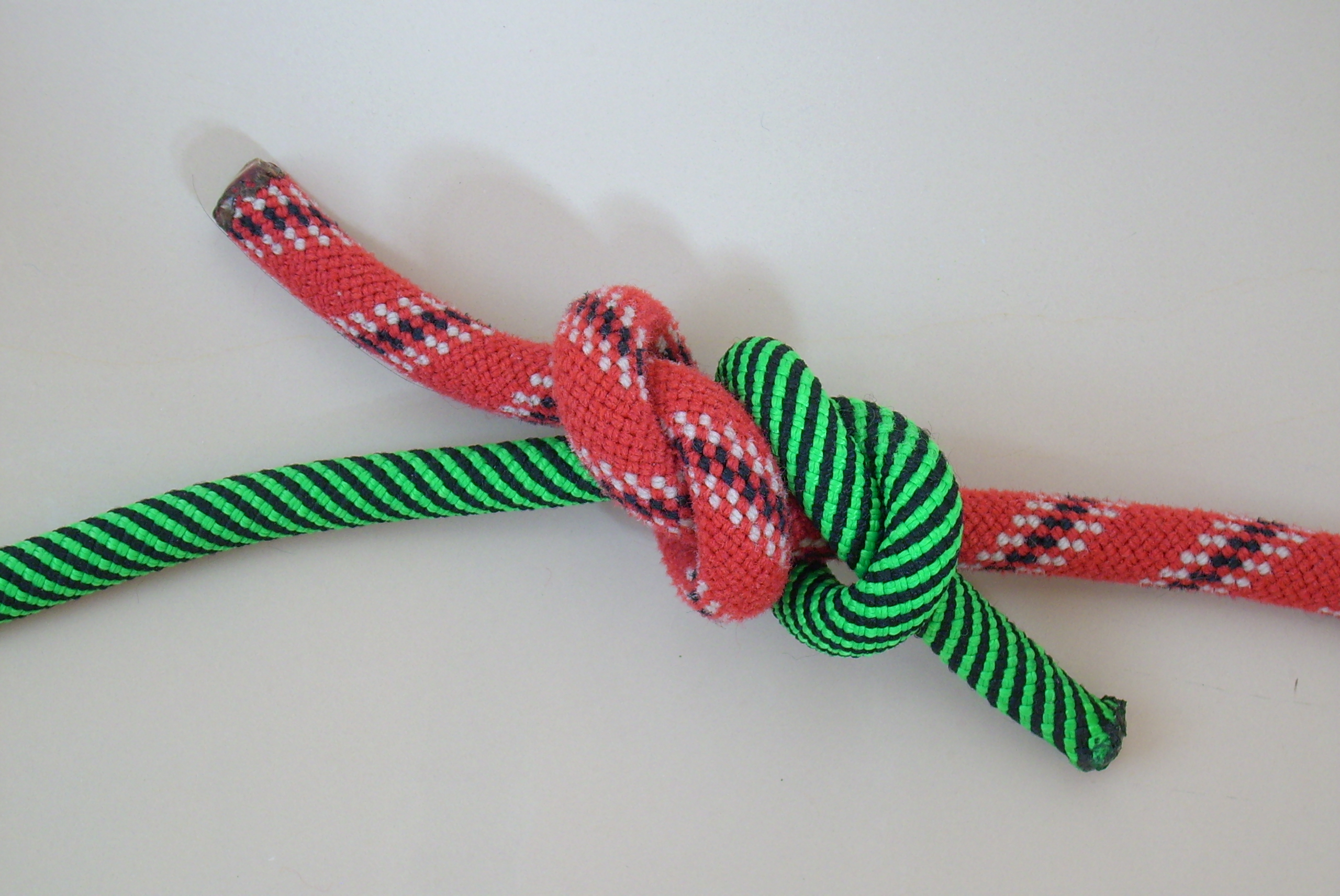
3. Conclusione